# Ligota-Ligocka Kuźnia
Ligota-Ligocka Kuźnia là một quận của Rybnik, Silesian Voivodeship, miền nam Ba Lan. Vào ngày 31 tháng 12 năm 2013, quận có 3.900 cư dân.
Quận bao gồm ba khu định cư lịch sử:
- Ligota (tiếng Đức: Ellguth),
- Ligocka Kuźnia,
- Raszowiec;

Ligota là tên gọi chung cho các ngôi làng ở Tây Ba Lan. Từ này đề cập đến phong tục thời trung cổ của những người sáng lập làng được miễn thuế cho lãnh chúa của họ trong khoảng thời gian 5-8 năm. Năm 1740, một nhà máy thép nhỏ, được gọi là kuźnia (một lò rèn), được thành lập tại đây. Xung quanh nó phát triển Ligocka Kuźnia. Nó được hiện đại hóa vào những năm 1821-1822, nhưng đã ngừng hoạt động vào cuối thế kỷ 19. Raszowiec được đề cập lần đầu tiên vào năm 1788. Tuy nhiên, nó luôn luôn là một bộ phận hành chính của Ligota, mặc dù nó thuộc về giáo xứ ở Boguszowice.
Sau Thế chiến I ở Thượng Silesia plebiscite 1406 trong số 2.195 cử tri ở Ligota đã bỏ phiếu ủng hộ việc gia nhập Ba Lan, chống lại 784 chọn ở lại Đức. Năm 1922, nó trở thành một phần của Silesian Voivodeship, Cộng hòa Ba Lan thứ hai. Ligota (bao gồm Ligocka Kuźnia và Raszowiec) đã được Rybnik tiếp thu vào năm 1926.